# Табула

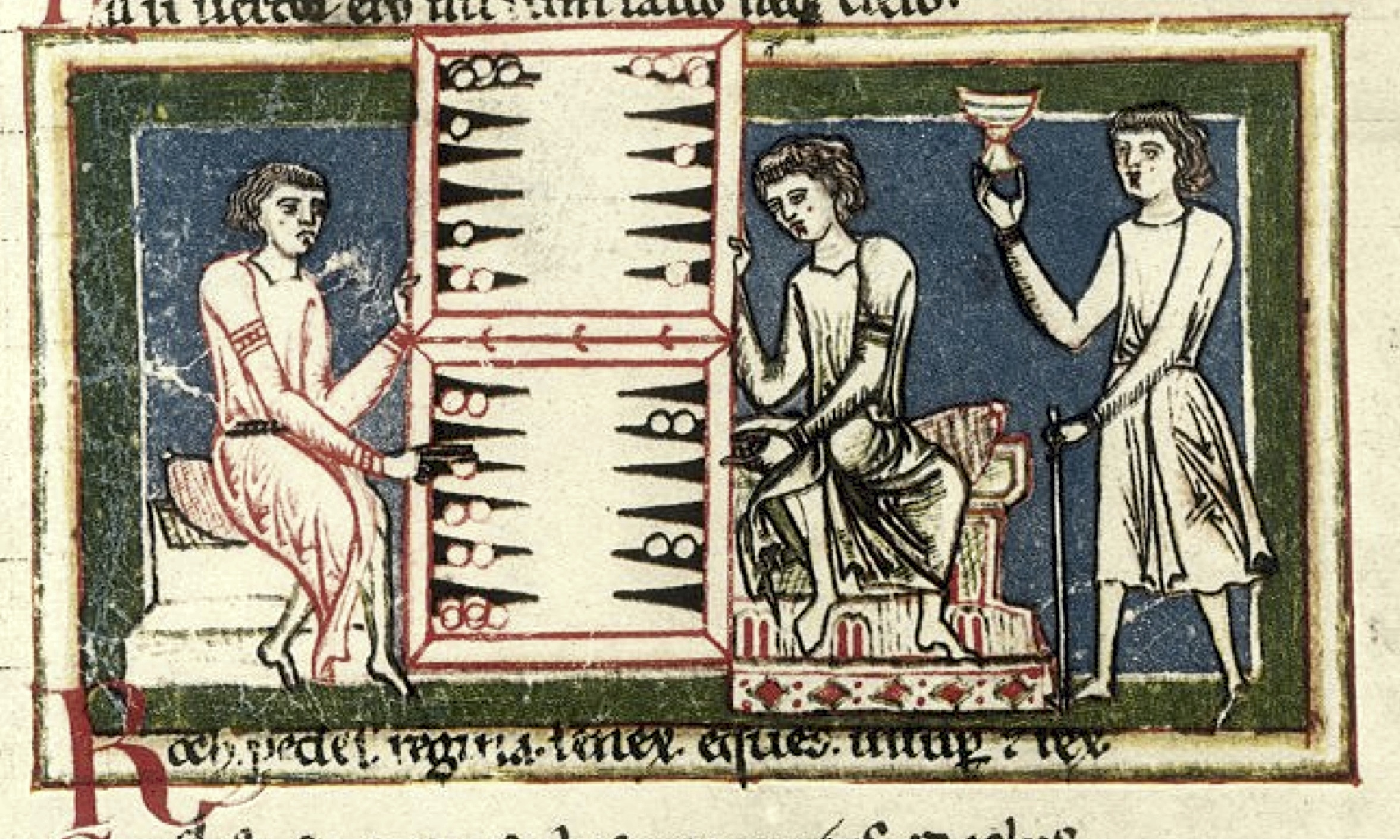
Средневековое изображение игроков в табулу XIII века (Кармина Бурана)

Табула (среднегр.: τάβλη, доска) — греко-римская игра на специальной доске. Считается прямой предшественницей современных нард. 

## История

Игра τάβλη (табула), в которую сыграл византийский император Зенон в 480 г. н. э., а записал Агафий примерно в 530 году н. э. Зенон (красные) очень неудачно бросил кубики: 2, 5 и 6, и был вынужден выставить восемь шашек по одной. А согласно правилам соперник может побить такие отдельные шашки. См. «Игра Зенона в τάβλη» Роланда Дж. Остина.

Согласно Этимологиям Исидора Севильского, табулу впервые изобрёл греческий солдат Троянской войны по имени Алеа. Древнейшее сохранившееся описание «τάβλη» приведено в работе Агафия (VI в. н. э.), посвященное византийскому императору Зенону (ок. 474-475; 476-491). Оно описывает игру, в которой позиция Зенона меняется от сильной до очень слабого после неудачного броска кубиков. По этому описанию в XIX в. Бек де Фукуре смог реконструировать правила игры. В игру играли на доске, которая почти идентична доске для современных нард с 24 пунктами, по 12 с каждой стороны. Двое игроков имели по 15 шашек и двигали их в противоположных направлениях вокруг доски, согласно броскам тремя кубиками. Соперник мог побить шашки, которые стояли на доске по одной. Битьё такой шашки, введение её снова в игре и воздержание от хода имели те же правила, что и сейчас. Одним отличием от современных нард было использование третьего кубика, и вторым — введение в игру шашек за пределы доски, а не с первого пункта. 
В описании Агафия император Зенон имел белые шашки (на рисунке красные), семь шашек на одном пункте, по две на трёх пунктах и по одной на двоих. Зенон бросил три кубика и на них выпали 2, 5 и 6. Как и в нардах, Зенон не мог передвигать шашки на пункты, занятые двумя или более шашками соперника. Был единственный способ использовать все три шашки — разбить все три группы, которые состояли из двух шашек, и таким образом сделать их уязвимыми перед ходом соперника. 
Табула, скорее всего, появилась в результате развития игры Ludus Duodecim Scriptorum, в которой был ещё один ряд пунктов в центре. 
Слово «τάβλη» до сих пор используют для обозначения нард в Греции, а также в Турции (как тавла) и в Румынии (как table) в этих странах нарды остаются популярной игрой на городских площадях и в кафе.

### Цитирование
1. ↑  Rich, 1881, p. 641: "TAB'ULA (πλάξ, σανίς, πίναξ). A plank or board..."
2. 1 2 3 4  Austin, 1934.
3. ↑  Lapidge & O'Keefe, 2005, p. 60.
4. ↑  Barney et al., 2006, XVIII.lx–lxix.2 (p. 371): "lx. The gaming-board (De tabula) Dicing (alea), that is, the game played at the gaming-board (tabula), was invented by the Greeks during lulls of the Trojan War by a certain soldier named Alea, from whom the practice took its name. The board game is played with a dice-tumbler, counters, and dice.".
5. 1 2  Austin, 1935, pp. 76–82.
6. ↑  Bell, 2012, pp. 33–35.
7. ↑  Koukoules, 1948, pp. 200–204